# New York Run
New York Run – Der zweite Marathon-Thriller ist ein im Sportwelt Verlag erschienener Roman des deutschen Schriftstellers Frank Lauenroth aus dem Jahr 2012. Es handelt sich bei diesem Roman um die Fortsetzung von Boston Run – Der Marathon-Thriller.

## Inhalt
Die Handlung spielt während des New-York-City-Marathons, bei dem jährlich mehr als 40.000 Läufer starten. Brian Harding und sein genialer Kumpel Christopher Johnson laufen wieder mit der nicht nachweisbaren Dopingsubstanz, doch diesmal werden sie durch den skrupellosen russischen Oligarchen Stalin dazu gezwungen. Stalins Regeln sind einfach:
Einer von ihnen muss gewinnen. Keiner von ihnen darf stehen bleiben. Anderenfalls explodieren die Sprengladungen in ihren Schuhen. Parallel startet der Handlungsstrang um die CIA-Einsatzgruppe unter der Leitung von Elisabeth Bancroft. Die Agenten versuchen, das Leben der beiden Läufer zu retten und dabei hinter Stalins wahren Plan zu gelangen.